# أسامة بن زيد
أسامة بن زيد بن حارثة (7 ق.هـ - 54 هـ) هو أحد صحابة الرسول محمد، أسلم مع والده زيد بن حارثة. كنيته أبو محمد، ويقال: أبو زيد، وأمه أم أيمن حاضنة النبي محمد، ومولاه، وابن مولاه، قال ابن سعد: ولد أسامة في الإسلام ومات الرسول محمد وله عشرون سنة. وكان قد سكن المزة، من أعمال دمشق، ثم رجع فسكن وادي القرى ثم نزل إلى المدينة فمات بها بالجرف وصحح بن عبد البر أنه مات سنة أربع وخمسين. وقد روى عن أسامة من الصحابة أبو هريرة وابن عباس ومن كبار التابعين أبو عثمان النهدي وأبو وائل وآخرون وفضائله كثيرة وأحاديثه شهيرة. ذهب إلى الرسول ليشفع لامرأة مخزومية سرقت فاحمرّ وجه رسول الله وقال له: «أتشفع في حد من حدود الله يا أسامة؟».

## نسبه
- هو: حِبُّ رسول الله صلى الله عليه وسلم أسامة بن زيد بن حارثة بن شراحيل بن عبد العزى بن عامر بن النعمان بن عامر بن عبد ود بن عوف بن كنانة بن بكر بن عوف بن عذرة بن زيد اللات بن رفيدة بن ثور بن كلب بن وبرة بن تغلب بن حلوان بن عمرو بن الحاف بن قضاعة بن معد بن عدنان

لذا كان لقبه بين الصحابة (الحب بن الحب). أبوه زيد بن حارثة خادم رسول الله الذي آثر رسول الله على أبيه وأمه وأهله، والذي يقف به النبي على جموع أصحابه يقول: « أشهدكم أن زيدا هذا ابني، يرثني وأرثه». وظل اسمه بين المسلمين زيد بن محمد حتى أبطل القرآن الكريم عادة التبني. وأمه هي أم أيمن مولاة رسول الله وحاضنتة.

## مكانته
جلس الخليفة الثاني عمر بن الخطاب يقسم أموال بيت المال على المسلمين، وجاء دور عبد الله بن عمر بن الخطاب فأعطاه عمر نصيبه؛ ثم جاء دور أسامة بن زيد فأعطاه عمر ضعف ما أعطى ولده عبد الله فسأله قائلا: « لقد فضلت علي أسامة، وقد شهدت مع رسول الله ما لم يشهد». فأجابه عمر: « إن أسامة كان احب إلى رسول الله منك، وأبوه كان أحب إلى رسول الله من أبيك».
يصفه الرواة والمؤرخون بأنه أسود اللون أفطس الأنف؛ ولكن دين الإسلام لا يعبأ بالأشكال الظاهرية للناس؛ فلقد بلغ من ذلك كله المدى الذي هيأه لهذا الفيض من حب رسول الله وتقديره، فقال عنه الرسول: « إن أسامة بن زيد لمن أحب الناس إلي،  وإني لأرجو أن يكون من صالحيكم، فاستوصوا به خيرا.»
كان أسامة بن زيد مالكا لكل الصفات العظيمة التي تجعله قريبا من قلب رسول الله وكبيرا في عينيه؛ فهو ابن مسلمين كريمين من أوائل المسلمين سبقا إلى الإسلام، ومن أكثرهم ولاء للرسول وقربا منه. وهو من أبناء الإسلام الحنفاء الذين ولدوا فيه، وتلقوا رضعاتهم الأولى من فطرته دون أن يدركهم من غبار الجاهلية المظلمة شيء.
فهذا الأسود الأفطس يأخذ في قلب النبي وفي صفوف المسلمين مكانا عليا؛ لأن الدين الذي ارتضاه الله لعباده قد صحح معايير الآدمية والأفضلية بين الناس فقال: (إِنَّ أَكْرَمَكُمْ عِنْدَ اللَّهِ أَتْقَاكُمْ).
فرسول الله دخل مكة يوم الفتح العظيم ورديفه هذا الأسود الأفطس (أسامة بن زيد). ثم دخل الكعبة في أكثر ساعات الإسلام روعة وعن يمينه ويساره بلال بن رباح وأسامة بن زيد رجلان تكسوهما البشرة السوداء الداكنة.
ذات يوم تلقى أسامة من رسول الله درس حياته؛ فقبل وفاة رسول الله بعامين بعث أسامة أميرا على سرية خرجت للقاء بعض المشركين الذين يناوئون الإسلام والمسلمين. وكانت تلك أول إمارة يتولاها أسامة، ولقد أحرز في مهمته النجاح والفوز، وسبقته أنباء فوزه إلى رسول الله ففرح وسر بها. وعن هذا قال أسامة بن زيد: « فأتيت النبي وقد أتاه البشير بالفتح، فإذا هو متهلل وجهه، فأدناني منه ثم قال: حدثني. فجعلت أحدثه وذكرت له أنه لما انهزم القوم أدركت رجلا وأهويت إليه بالرمح، فقال لا إله إلا الله؛ فطعنته فقتلته. فتغير وجه رسول الله وقال: ويحك يا أسامة! فكيف لك بلا إله إلا الله؟. فلم يزل يرددها علي حتى لو وددت أني انسلخت من كل عمل عملته، واستقبلت الإسلام يومئذ من جديد. فلا والله لا أقاتل أحدا قال لا إله إلا الله بعد ما سمعت رسول الله.»
فهذا الرجل الذي أسف النبي لمقتله، وأنكر على أسامة بن زيد قتله، كان مشركا ومحاربا؛ وهو حين قال لا إله إلا الله قالها والسيف في يمينه تتعلق به مزع اللحم التي نهشها من أجساد المسلمين؛ قالها لينجو بها من ضربة قاتلة أو ليهيء لنفسه فرصة يغير فيها اتجاهه ثم يعاود القتال من جديد. ومع هذا فلأنه قال الشهادة، وتحرك بها لسانه يصير دمه حراما وحياته آمنة في نفس اللحظة ولنفس السبب.
وفي سن مبكرة لم تجاوز العشرين أمر رسول الله أسامة بن زيد على جيش من بين أفراده وجنوده أبو بكر الصديق وعمر بن الخطاب. وسرت همهمة بين نفر من المسلمين تعاظمهم الأمر، واستكثروا على الفتى الشاب (أسامة بن زيد) إمارة جيش فيه شيوخ الأنصار وكبار المهاجرين، وبلغ همسهم رسول الله، فصعد المنبر، وحمد الله وأثنى عليه، ثم قال: « إن بعض الناس يطعنون في إمارة أسامة بن زيد، ولقد طعنوا في إمارة أبيه من قبل، وإن كان أبوه لخليقا للإمارة، وإن أسامة لخليق لها، وإنه لمن أحب الناس إلي بعد أبيه،  وإني لأرجو أن يكون من صالحيكم، فاستوصوا به خيرا.»
وتوفي رسول الله قبل أن يتحرك الجيش إلى غايته ولكنه كان قد ترك وصيته الحكيمة لأصحابه: (أنفذوا بعث أسامة). وقد عمل الخليفة أبو بكر هذه الوصية، وعلى الرغم من الظروف الجديدة التي خلفتها وفاة الرسول، فإن أبو بكر أصر على إنجاز الوصية وأمره، فتحرك جيش أسامة إلى غايته، بعد أن استأذنه الخليفة في أن يدع له عمر بن الخطاب ليبقى إلى جواره بالمدينة المنورة. وبينما كان إمبراطور الروم (هرقل) يتلقى خبر وفاة رسول الله، تلقى في نفس الوقت خبر الجيش الإسلامي الذي يغير على تخوم الشام بقيادة الشاب أسامة بن زيد، فتحسر هرقل أن يكون المسلمون من القوة بحيث لا يؤثر موت رسولهم في خططهم ومقدرتهم الحربية. وهكذا انكمش الروم ولم يعودوا يتخذون من حدود الشام نقط وثوب على مهد الإسلام في الجزيرة العربية؛ وعاد الجيش منتصرا بلا ضحايا، وقال عنه المسلمون يومئذ: «ما رأينا جيشا أسلم من جيش أسامة».

## حياته
قال أسامة: " كان النبي ﷺ يأخذني فيُقعدني على فخذه، ويقعد الحسن والحسين على فخذه اليسرى، ثم يضمنا، ثم يقول: " اللهم إنّي أرحمهما فارحمهما " وفي رواية: " اللهم أنّي أحبهما فأحبهما ". وقد حمله أبوه زيد من مكة إلى المدينة مع أمه أم أيمن بعد الهجرة النبوية إليها، إذ بعثه الرسول ﷺ مع مولاه أبي رافع لإحضار من خلّف في مكة من أهله.
ولّاه النبي قيادة جيش المسلمين المتوجه لغزو الروم في الشام الذي كان في صفر سنة إحدى عشرة من الهجرة، وقد تأخر أسامة بالجيش لما بلغه نبأ مرض الرسول، وانتظر حتى وصل الخبر بوفاة الرسول، فلما استُخلف أبو بكر، سار إلى الجرف، فأمر أسامةَ أن يسير بالجيش إلى الوجهة التي وجهه إليها الرسول ومشى معه أبو بكر يودعه، وأسامة راكبٌ فرسه، فقال: يا خليفة رسول الله، إما أن تركب، وإما أن أنزل. فقال أبو بكر: والله لا تنزل ولا أركب. وما عليَّ أن أغبر قدميَّ ساعةً في سبيل الله. ثم ودع أسامةَ وأوصاه بوصية جامعة تصلح أن تكون أساساً لقوانين الحرب والجهاد، حيث قال له: سيروا على بركة الله، واغزوا باسم الله، وقاتلوا من كفر بالله، ولا تغدروا ولا تغلُّوا، ولا تقتلوا شيخاً كبيراً ولا امرأةً ولا طفلاً، ولا تقطعوا شجرةً، ولا تذبحوا شاةً إلا للأكل. وقد رجع أسامة من تلك الغزوة ظافراً منتصراً، وشارك بعد ذلك في حروب الردة، والفتوحات التي تلت.

## أزواجه وأولاده
- زوجته فاطمة بنت قيس الفهرية.
- ولده محمد بن اسامه بن زيد.

## موقفه من الفتنة الكبرى
عندما نشبت الفتنة الكبرى بين الصحابي علي ابن أبي طالب، وأنصاره من جانب، ومعاوية بن أبي سفيان وأنصاره من جانب آخر، التزم أسامة بن زيد موقف الحياد المطلق.
كان يحب عليا أكثر الحب، وكان يبصر الحق في جانبه؛ ولكن كيف يقتل بسيفه مسلما يؤمن بالله ورسله وهو الذي لامه الرسول لقتله مشركا محاربا قال في لحظة انكساره وهروبه «لا إله إلا الله». هنالك أرسل إلى الخليفة علي رسالة قال فيها:
«إنك لو كنت في شدق الأسد ، لأحببت أن أدخل معك فيه. ولكن هذه المرة لم أره».
لزم أسامة بن زيد داره طوال هذا النزاع وتلك الحروب؛ وحين جاءه بعض أصحابه يناقشونه في موقفه قال لهم: «لا أقاتل أحد يقول لا إله إلا الله أبدا». فقال له أحدهم: «ألم يقل الله (وقاتلوهم حتى لا تكون فتنة ويكون الدين كله لله)». فأجابهم أسامة قائلا: « أولئك هم المشركون ، ولقد قاتلناهم حتى لم تكن فتنة وكان الدين كله لله».

## وفاته
اعتزل أسامة بن زيد الفتن بعد مقتل عثمان بن عفان، وعِندما قتل الخليفة علي بن أبي طالب تنازل الحسن بن علي بن أبي طالب عن الخلافة لِمعاوية بن أبي سفيان عندئذٍ بايع أُسامة معاوية مع عدد كبير من الصحابة مثل سعد بن أبي وقاص ومحمد بن مسلمة. وكان قد سكن المزة غرب دمشق ثم رجع فسكن وادي القرى ثم نزل إلى المدينة المنورة فمات بِها بالجرف ودفن بالبقيع. وصحح ابن عبد البر أنه مات سنة 54 هـ، وقيل ظل حياً حتى أواخر خلافة معاوية وقيل انه مات سنة 61 هجرية.